# France Rein
France Rein (anciennement FNAIR - Fédération Nationale d’Aide aux Insuffisants Rénaux) est une association loi de 1901, pour aider les personnes atteintes de maladies rénales à bénéficier de traitements adaptés. Reconnue d’Utilité Publique depuis 1991, qui regroupe aujourd’hui près de 11 000 adhérents et proches. Elle a reçu l'agrément au titre des associations de patients (la loi sur le droit des malades de 2002) pour la représentation des usagers, renouvelé en 2012. 

## Histoire
La FNAIR a été créée en 1972 par une quinzaine de malades, parmi lesquels Régis Volle, dialysés, qui voulaient améliorer le sort et les soins de personnes souffrant d'insuffisance rénale, à une époque où l'accès à la dialyse était très limité, et l'information des malades insuffisante. L'accent est mis aussi sur l'information. « Comprendre la maladie, les moyens et les aboutissements du traitement, s’informer sur les différentes méthodes de traitement, leur évolution, leurs améliorations. “Informer, s’informer, exiger l’information.” Nous voulons de l’information, qu’elle vienne des malades, des médecins, des infirmières ou de ceux qui s’intéressent à notre problème. Sachant que le traitement est pour les malades, personnes conscientes et intelligentes, le traitement doit être entre leurs mains », indique leur première publication. 
L’ambition de la FNAIR est de tout faire pour que les personnes atteintes de maladies rénales puissent faire des choix éclairés, ne laissent pas leur fonction rénale se dégrader jusqu’à l’insuffisance rénale terminale, ou, si nécessaire, puisse bénéficier d'un greffon.
L'association est reconnue d’utilité publique en 1991.
Afin d'améliorer et de développer la prévention des maladies rénales, la FNAIR organise également chaque année depuis 2006 une Semaine nationale du Rein avec des actions de sensibilisation et de dépistage, menées par des bénévoles et partenaires dans une vingtaine de régions,.
Après une décision prise lors de l'assemblée générale de la FNAIR, le 20 mai 2017 à Marseille, l'association change de nom et devient France Rein.
Cette fédération regroupe plus d'une vingtaine d'associations régionales. Jan Marc Charrel en est le président après en avoir été le président par intérim à la suite du décès d’Alain Trouillet. 

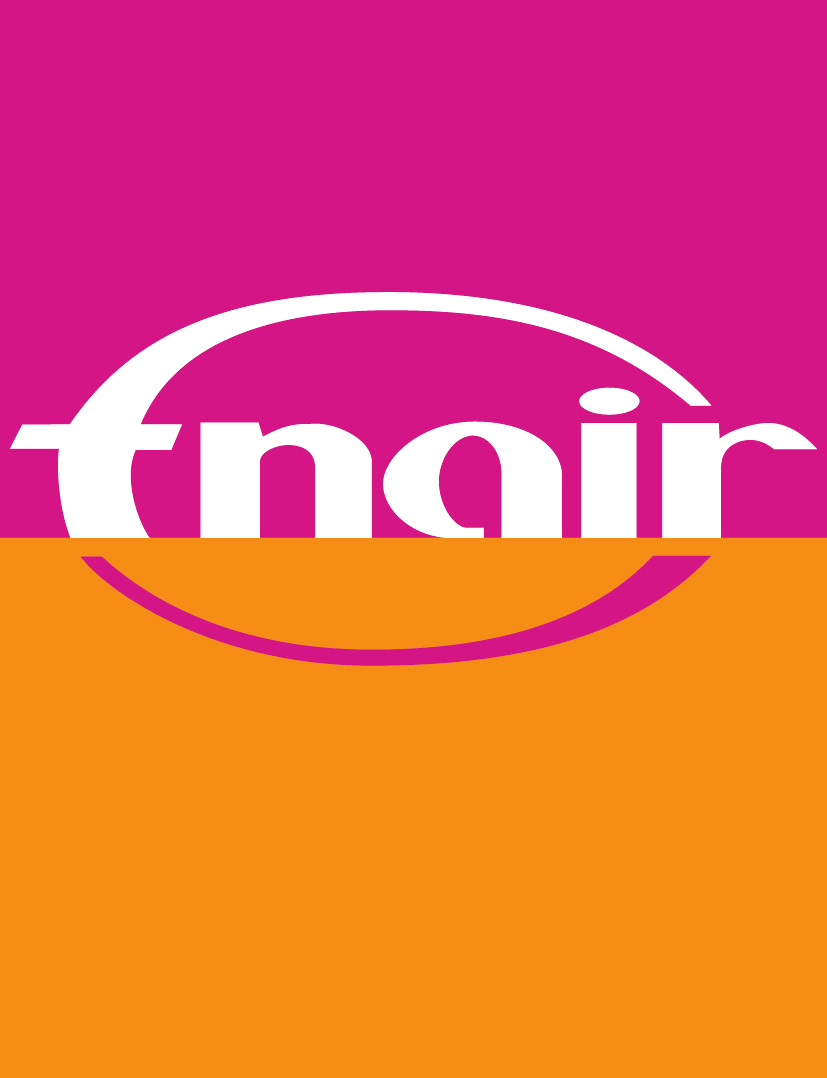
Logo de la FNAIR, jusqu'en 2017.
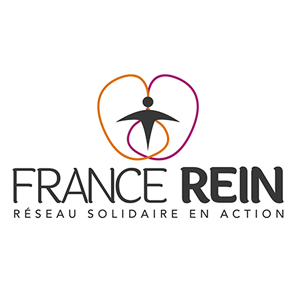
Logo de France Rein, à partir de 2017.